# Střelický les
Střelický les je přírodní památka ev. č. 895 jihovýchodně od obce Střelice v okrese Brno-venkov. Důvodem ochrany je teplomilný háj s bohatým výskytem třemdavy bílé (Dictamnus albus).